# Władimir Zacharow
Władimir Zacharow ros.: Владимир Николаевич Захаров (ur. 20 października 1949 w Murmańsku) – rosyjski filolog, specjalista w dziedzinie rosyjskiej literatury klasycznej, poetyki historycznej, twórczości Fiodora Dostojewskiego; doktor nauk filologicznych, profesor.
W 1972 zakończył studia w Pietrozawodskim Uniwersytecie Państwowym i pozostał na tej uczelni jako pracownik naukowy i wykładowca; kieruje katedrą literatury rosyjskiej i dziennikarstwa. Jest zastępcą dyrektora Rosyjskiej Naukowej Fundacji Humanitarnej, wiceprezydentem Międzynarodowego Towarzystwa F. M. Dostojewskiego. Napisał 4 monografie, ponad 200 artykułów, redagował ponad 40 wydań prac badawczych poświęconych rosyjskiej literaturze.